# Lossless photo CPD
Il formato Lossless photo CPD è un formato di immagini lossless (compresse senza perdita di dati), utilizza il codec JPDP; è una alternativa al PNG ed è un formato di proprietà di RGB Light e Kandalu software, utilizzato da PhotoDefiner Archiviato l'11 gennaio 2014 in Internet Archive..

## Descrizione

Descrizione del formato CPD

Il formato è compresso in un archivio LZMA (7z) ed il codec JPDP è stato realizzato per non perdere dati ma essere molto più compresso rispetto al PNG; lo spazio risparmiato arriva fino al 30%.